# Alloscelus combesi
Alloscelus combesi là một loài bọ cánh cứng trong họ Bọ hung (Scarabaeidae).